# 河原和寿
河原和寿（1987年1月29日—），日本職業足球員，前日本20歲以下足球代表隊成員。現效力於日職球隊愛媛FC。

## 俱乐部生涯
2005年，河原和寿在新潟天鵝开始足球生涯。2009年转会至栃木SC，2010年转会至大分三神，2011年转会至栃木SC，2013年转会至愛媛FC。

## 日本國家足球隊
河原和寿参加了2007年U-20世界盃。

## 外部連結
- （日語）J.League Data Site （页面存档备份，存于）